# Ciringa
Ciringa je naselje v Občini Kungota.